# نهر الموت
نهر الموت إحدى مناطق قضاء المتن بمحافظة جبل لبنان. وبها منشآت صناعية عديدة.